# Probosciaceae
Famille
Les Probosciaceae sont une famille d'algues de l'embranchement des Bacillariophyta (Diatomées), de la classe des Mediophyceae et de l’ordre des Probosciales.

## Étymologie
Le nom de la famille vient du genre type Proboscia, dérivé du grec προβοσκια / proboskia, « trompe d'éléphant », en référence à la valve qui se termine en forme de proboscis.

## Liste des genres
Selon AlgaeBase (17 août 2022) :
- Proboscia Sundström, 1986
  - espèce type (holotype) : Proboscia alata (Brightwell) Sundström 1986
  - synonyme : Rhizosolenia alata Brightwell 1858[3]

## Systématique
Le nom correct complet (avec auteur) de ce taxon est Probosciaceae R.W.Jordan & Ligowski, 2004.
Cette famille a été initialement créée en 2001 par d'autres auteurs : Probosciaceae V.A. Nikolaev & D.M. Harwood in Nikolaev et al., 2001.
En 2004 cette famille fut « re-érigée comme nouveau taxon, avec une diagnose en latin en accord avec les règles de la nomenclature botanique » par Richard W. Jordan (d) et Ryszard Ligowski (d).

## Publication originale
- (en) Richard W. Jordan et Ryszard Ligowski, « New Observations on Proboscia Auxospores and Validation of the Family Probosciaceae Fam. Nov. », Vie et Milieu, vol. 54, nos 2-3,‎ 2004, p. 91-103 (ISSN 0240-8759 et 2402-6689, lire en ligne).